# Kosuke Uchida
Kosuke Uchida (内田 昂輔 Uchida Kosuke?), född 2 oktober 1987 i Kyoto prefektur, är en japansk före detta fotbollsspelare.
Uchida började sin karriär 2010 i Oita Trinita. 2012 flyttade han till FC Ryukyu.